# 湘潭站

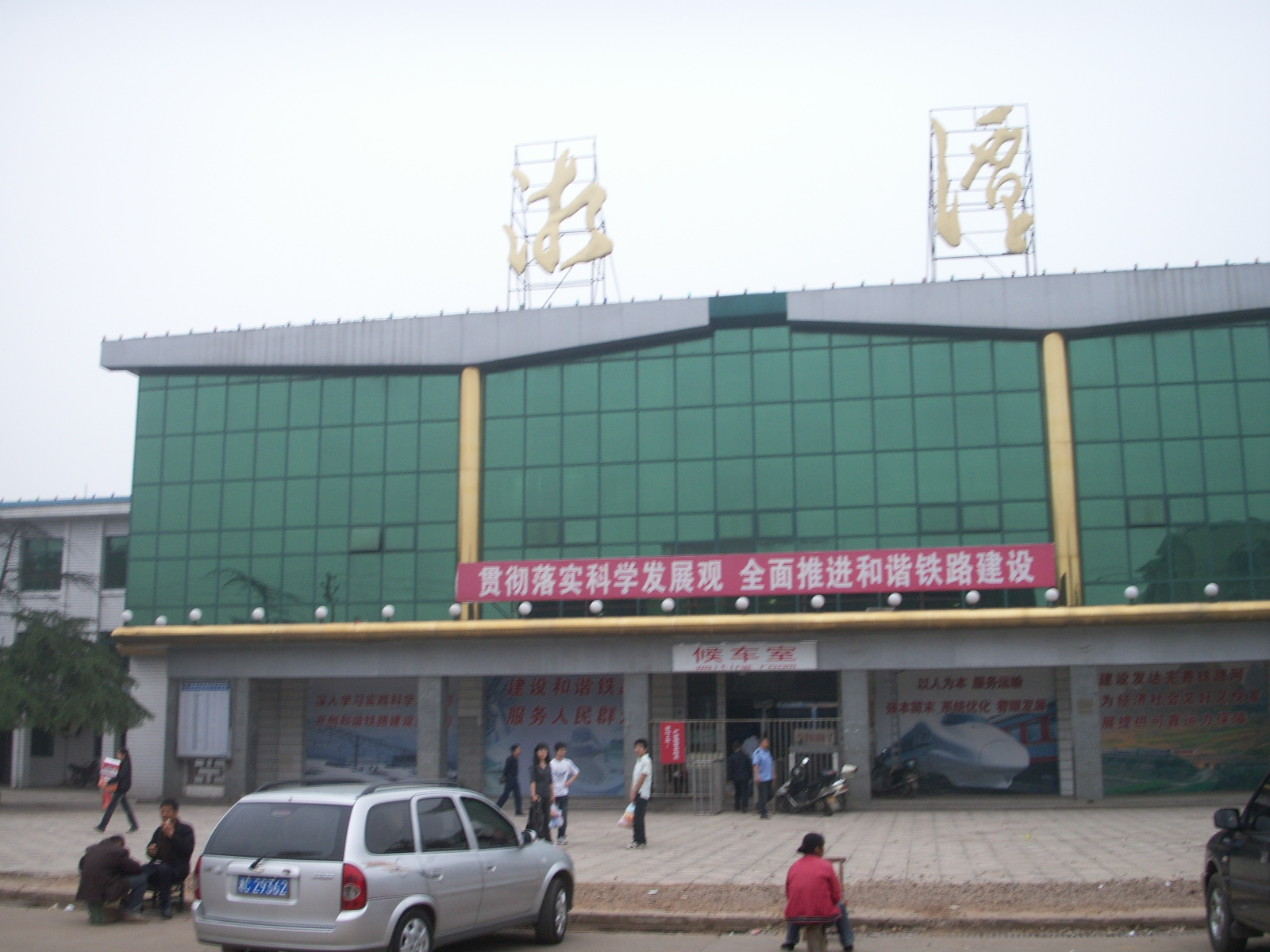
改扩建前的湘潭站

湘潭站是沪昆铁路与长株潭城际铁路的一座车站，位于中华人民共和国湖南省湘潭市雨湖区车站路，于1954年3月湘潭湘江特大桥竣工后启用。车站原由广铁集团株洲北车站管辖，2015年4月10日移交至株洲车站:213。
2008年12月25日开始改扩建工程，站房重建，兴建城际铁路场。2012年12月26日，改扩建的湘潭火车站投入运营。工程完成后湘潭站站场规模达到5台9线，站房总建筑面积1.2万平方米。湘潭站长株潭城际场于2016年12月26日开通。

## 车站结构

### 站场

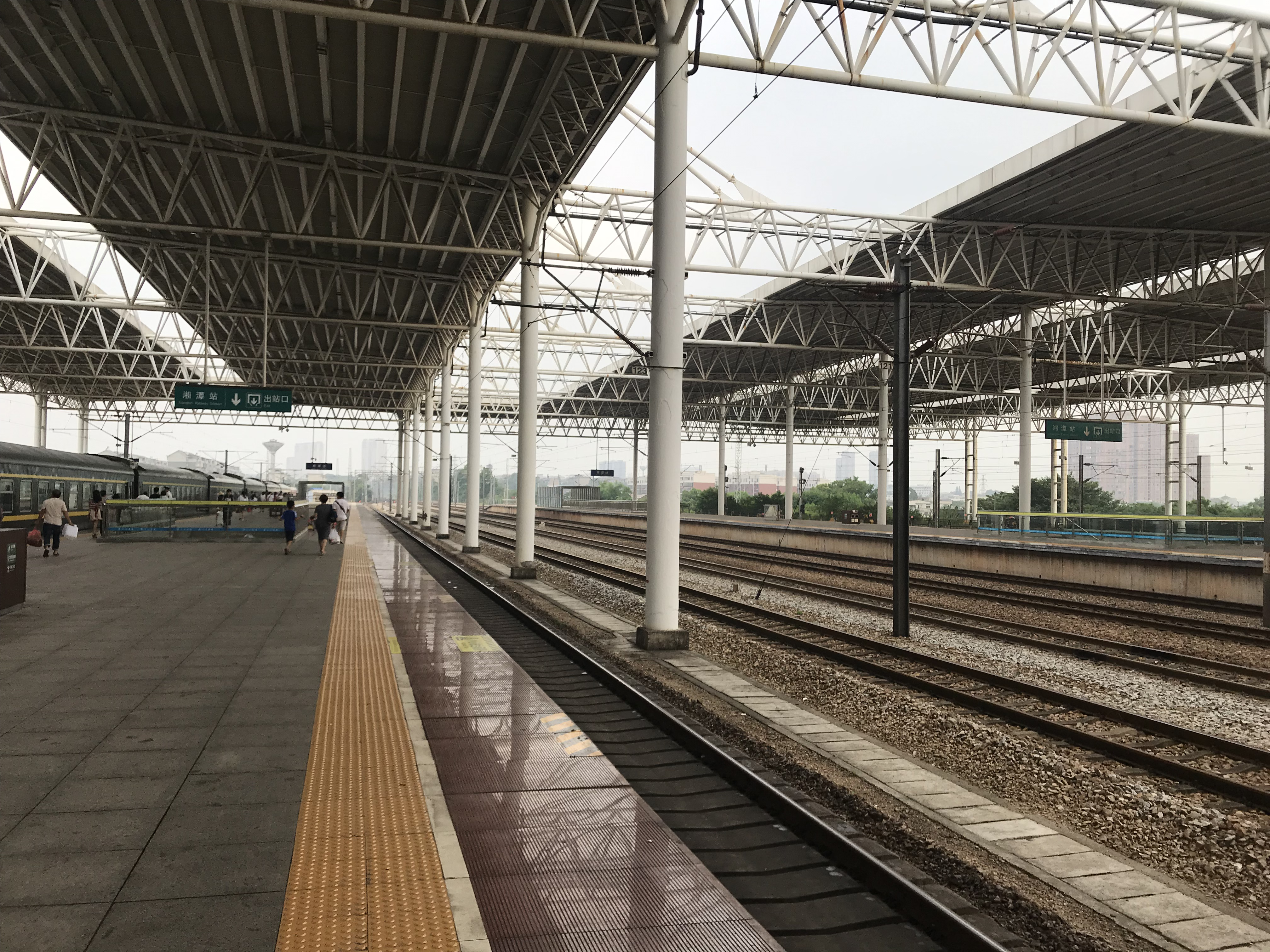
车站站台

| 9站台    | 长株潭城际铁路 往长沙方向（板塘站） |
| 岛式站台 |                                     |
| 8站台    | 长株潭城际铁路 往长沙方向（板塘站） |
| 7站台    | 长株潭城际铁路 往长沙方向（板塘站） |
| 岛式站台 |                                     |
| 6站台    | 长株潭城际铁路 往长沙方向（板塘站） |
| 到发线   | 沪昆铁路 列车                       |
| 5站台    | 沪昆铁路 往上海方向（湘潭东站）     |
| 岛式站台 |                                     |
| 4站台    | 沪昆铁路 往上海方向（湘潭东站）     |
| 到发线   | 沪昆铁路 列车                       |
| 正线     | 沪昆铁路上行列车通过线              |
| 正线     | 沪昆铁路下行列车通过线              |
| 3站台    | 沪昆铁路往昆明方向（云湖桥站）      |
| 岛式站台 |                                     |
| 2站台    | 沪昆铁路往昆明方向（云湖桥站）      |
| 1站台    | 沪昆铁路往昆明方向（云湖桥站）      |
| 侧式站台 |                                     |